# Тоні Найдоський
Тоні Найдоський (нар. 4 травня 1970) – македонський шахіст і шаховий суддя, гросмейстер від 1998 року.

## Шахова кар'єра
На перетины 1980-1990-х років брав участь у міжнародних турнірах у Новому Сады (1989), Белій Цркві (1989), Москві (1990), Баку (1991), Бледі (1991) і Будапешті (1991), не досягнувши якихось успіхів і не одержавши навіть міжнародного рейтингу Ело. У рейтинговому списку ФІДЕ з'явився тільки 1 липня 1996 року, одразу з дуже високим результатом 2410 очок. Наступні турнірні партії провів майже через два роки, проте, упродовж лише одного 1998 року набрав 166 очок і отримав звання гросмейстера (у рейтинг-листі ФІДЕ від 1 січня 1999 року навіть перебував на 121-122-му місці в світі з результатом 2576 очок). Потім відбулось резке падіння рейтингу (2492 пункт у рейтинг-листі від 1 липня 2000 року), а впродовж наступних шести місяців пробився в першу сотню у світі, з результатом 2601 точок (ділив 90-91-ше місце в на 1 січня 2001 року). Останній турнір в кар'єрі провів у травні 2002 року в Москві, де посів 3-тє місце позаду Арама Гагаряна і Аркадія Вула (які на той час мали титули міжнародних майстрів).
В одній з найбільших шахових таз ChessBase Megabase 2008 (яка містить майже 4 мільйони партій) є лише 15 партій шахіста з більш ніж 200, які він провів у 1996-2002 роках. Це партії за 1999 і 2000 роки, із них 10 це поразки від суперниками, які мають набагато нижчий рейтинг: від Моніки Грабіч (2304, Будапешт 1999, всього за 22 ходи), три поразки від гравців з рейтингами 2379, 2346 і 2200 (Санглі 2000) і шість поразок на турнірі в Калькутті (2000, від гравців з рейтингами 2424, 2412, 2356, 2306, 2292 і 2257). Ці результати, а також відсутність записів партій з турнірів, у яких виконав гросмейстерські норми, можуть свідчити про шахрайські способи їх виконання, що було приводом для порівняння з "досягненнями" Александру Крішана

## Зміни рейтингу
| На цьому місці має відображатися графік чи діаграма, однак з технічних причин його відображення наразі вимкнено. Будь ласка, не видаляйте код, який викликає це повідомлення. Розробники вже працюють для того, щоби відновити штатне функціонування цього графіка або діаграми. | |
| | На цьому місці має відображатися графік чи діаграма, однак з технічних причин його відображення наразі вимкнено. Будь ласка, не видаляйте код, який викликає це повідомлення. Розробники вже працюють для того, щоби відновити штатне функціонування цього графіка або діаграми. |